# Biru Biru
Biru Biru is een bestuurslaag in het regentschap Deli Serdang van de provincie Noord-Sumatra, Indonesië. Biru Biru telt 1215 inwoners (volkstelling 2010).